# Miroceramia
Miroceramia is een geslacht van Phasmatodea uit de familie Heteropterygidae. De wetenschappelijke naam van dit geslacht is voor het eerst geldig gepubliceerd in 1934 door Günther.

## Soorten
Het geslacht Miroceramia is monotypisch en omvat slechts de volgende soort:
- Miroceramia westwoodii (Bates, 1865)